# روبرتو بوسکالیا
روبرتو بوسکالیا (انگلیسی: Roberto Boscaglia؛ زادهٔ ۲۴ مهٔ ۱۹۶۸) بازیکن فوتبال اهل ایتالیا است.